# Посадас (город)
Посадас (исп. Posadas) — город в Аргентине.

## География и климат
Город Посадас расположен на северо-востоке Аргентины, на южном берегу реки Парана, на окраине региона Гран-Чако. Посадас является административным центром провинции Мисьонес. Он лежит напротив парагвайского города Энкарнасьон, с которым соединён через реку современным мостом (Puente Internacional San Roque González de Santa Cruz).
Посадас находится в переходной климатической зоне от болотистой местности Гран-Чако к субтропическим джунглевым лесам Мисьонес. В этом регионе нет чётко выраженных периодов дождей и засушливого; осадки здесь выпадают круглый год.

## История
Первое поселение на месте нынешнего города Посадас возникло из иезуитской станции Nuestra Señora de Itapúa, построенной здесь в 1615 году. В 1625 она была перенесена на северный (ныне парагвайский) берег Параны, дав начало городу Энкарнасьон. В 1628 на старом месте была открыта новая фактория иезуитов Сан-Хосе, просуществовавшая до XIX столетия. Во время войны Тройственного союза против Парагвая в 1867 году на её месте была построена бразильская крепость под названием Trinchera de San José. В 1879 поселение было переименовано в Посадас. После образования в 1881 году провинции Мисьонес, в 1884 Посадас становится её административным центром. В 20 веке рост и развитие города происходили за счет иммигрантов: немцев, итальянцев, поляков, украинцев, парагвайцев и выходцев из Китая, Лаоса и Японии.

## Экономика
Посадас является крупным индустриальным центром северной Аргентины, а также важным центром торговли с соседним Парагваем. Город также занимает ведущие позиции в стране по выпуску чая мате.
В 35 километрах от города находится четвёртая по величине в мире гидроэлектростанция Ясирета, обеспечивающая электроэнергией практически всю северную Аргентину.
В Посадасе функционирует аэропорт Aeropuerto Libertador Don José De San Martín, связывающий провинцию Мисьонес со столицей страны Буэнос-Айресом, отстоящей от Посадаса на 1,300 километров.

## Достопримечательности
Среди архитектурных памятников Посадаса следует отметить построенный в романском стиле кафедральный собор и правительственный дворец (XIX век). В городе открыты также ряд музеев — Естественно-исторический, Историко-археологический (в экспозициях этих музеев особое место занимают коллекции по культуре индейцев гуарани и по истории иезуитских факторий XVII—XVIII столетий), Музей изящных искусств Л. Б. Ареко и др.

## Города-партнёры
- Альбасете, Испания
- Энкарнасьон, Парагвай
- Равенна, Италия
- Сеул, Южная Корея
- Сьюдад-дель-Эсте, Парагвай
- Бергамо, Италия
- Блуменау, Бразилия
- Ярославль, Россия
- Штарнберг, Германия
- Дублин, Ирландия
- Черновцы, Украина
- Вроцлав, Польша
- Бурленге, Швеция
- Нарвик, Норвегия